# Astragalus iranicus
Astragalus iranicus es una especie de planta del género Astragalus, de la familia de las leguminosas, orden Fabales.

## Distribución
Astragalus iranicus se distribuye por Turquía e Irán.

## Taxonomía
Fue descrita científicamente por Bunge. Fue publicada en Mém. Acad. Imp. Sci. St.-Pétersbourg, Sér. 7. 11(16): 56 (1868).